# Marita Krüger (Theologin)
Marita Karin Krüger (* 1950 in Rudolstadt als Marita Mittag) ist eine deutsche evangelische Theologin und Pröpstin in Ruhestand. Sie war Oberkirchenrätin im Aufsichtsbezirk Süd der Evangelisch-Lutherischen Kirche in Thüringen, Regionalbischöfin des Propstsprengels Meiningen-Suhl und stellvertretende Bischöfin der Evangelischen Kirche in Mitteldeutschland (EKM).

## Leben
Marita Krüger wurde 1950 im ostthüringischen Rudolstadt geboren. Sie absolvierte nach dem Abschluss der 10. Klasse der Polytechnischen Oberschule (POS) eine Lehre als Bibliotheksfacharbeiterin an der Universitätsbibliothek Jena. Nach dem Ablegen des Abiturs an einer Volkshochschule nahm sie ein Theologie-Studium auf. Nach dem erfolgreichen Abschluss des Studiums führte sie Vikariats- und Pfarrstellen nach Hermsdorf (Thüringen), Stotternheim (Erfurt) und Saalfeld. In Saalfeld führte Marita Krüger auch dann die Funktion der Superintendentin aus. Am 1. Juli 1998 wurde sie zur Oberkirchenrätin und Visitatorin für den Aufsichtsbezirk Süd der Evangelischen Landeskirche in Thüringen mit Sitz in Meiningen gewählt. Mit Gründung der EKM im Jahr 2009 wurde sie Regionalbischöfin im Propstsprengel Meiningen-Suhl. Im November 2011 wählte sie die Landessynode der EKM zur ständigen Stellvertreterin der Landesbischöfin Ilse Junkermann.
Am 1. April 2013 ging Marita Krüger in den Ruhestand. Ihre Verabschiedung fand am 24. März 2013 mit einem Festgottesdienst in der Stadtkirche Meiningen im Beisein der Bischöfin Ilse Junkermann statt. Ihre Nachfolgerin als Regionalbischöfin wurde Pfarrerin Kristina Kühnbaum-Schmidt aus Sickte. Marita Krüger lebt in Meiningen, ist verheiratet und hat eine erwachsene Tochter.